# ليوني أوسوفسكي
ليوني أوسوفسكي (بالبولندية: Leonie Ossowski)‏‏ (15 أغسطس 1925 - 4 فبراير 2019 في برلين) كاتبة سيناريو، وكاتِبة من ألمانيا.

## روابط خارجية
- ليوني أوسوفسكي على موقع IMDb (الإنجليزية)
- ليوني أوسوفسكي على موقع مونزينجر (الألمانية)
- ليوني أوسوفسكي على موقع ألو سيني (الفرنسية)
- ليوني أوسوفسكي على موقع كينوبويسك (الروسية)